# Чудное (озеро, Сахалинская область)
Чудное — солёное озеро лагунного происхождения на восточном берегу полуострова Терпения в восточной части Сахалина. Располагается на территории Поронайского заповедника в Поронайском городском округе Сахалинской области России.
Озеро находится на высоте 3 м над уровнем моря, около урочища Обрывистое, примерно в километре к северо-западу от мыса Давыдова. Площадь — 0,8 км². Режим озера характеризуется выраженным весенне-летним и осенним повышением уровня воды за счёт дождевых стоков. Основной приток впадает в западную часть акватории с северо-западной стороны. Площадь водосборного бассейна озера — 3,8 км².
Код водного объекта в государственном водном реестре — 20050000211118300000525.